# Cadre-47/2-Europameisterschaft 1956

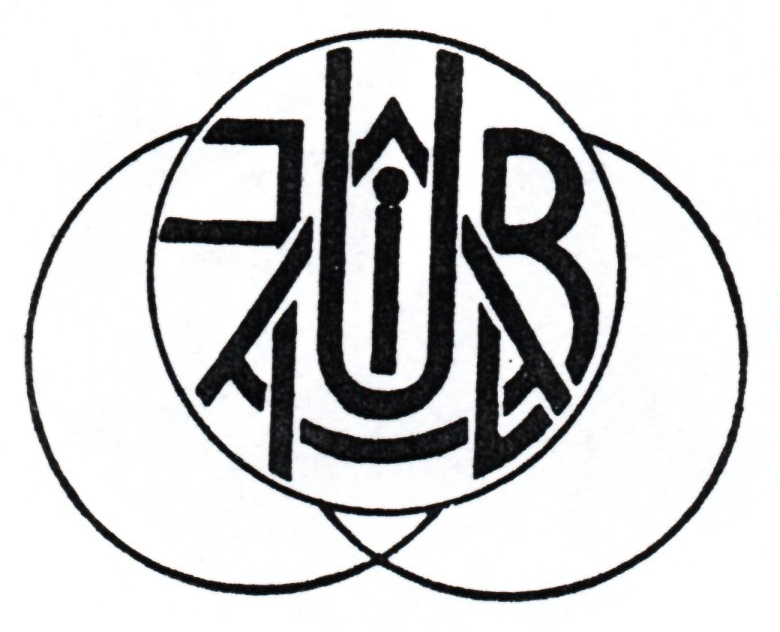
Logo UIFAB (ausrichtender Verband)

Veranstaltungsort: Den Haag

Die Cadre-47/2-Europameisterschaft 1956 war das 20. Turnier in dieser Disziplin des Karambolagebillards und fand vom 16. bis zum 19. Februar 1956 in Den Haag statt. Es war die siebte Cadre-47/2-Europameisterschaft in Den Haag.

## Geschichte
Zum 20-jährigen Bestehen der Europameisterschaft im Cadre 47/2 (wovon die ersten zwölf im Cadre 45/2 gespielt wurden) richtete der erste Ausrichter von 1935 auch das Jubiläumsturnier aus. Wieder einmal zeigten die Belgier, dass sie die besten Billard-Akteure beheimaten. Sieger wurde René Vingerhoedt, der in Den Haag seinen 16. internationalen Titel holte. Der junge Belgische Meister Emile Wafflard verlor nur seine erste Partie gegen Vingerhoedt und wurde verdient Zweiter. Einen sehr guten dritten Platz holte der erst 25-jährige Rotterdamer Cees van Oosterhout. Der viertplatzierte niederländische Routinier Piet van de Pol egalisierte mit 200,00 seinen eigenen Europarekord im BED und verbesserte den Serienrekord auf 392. Der Düsseldorfer Siegfried Spielmann fand im ganzen Turnier nicht zu seiner Normalform und wurde Fünfter.
Erstmals wurde eine Europameisterschaft im Cadre 47/2 via Eurovision live im Fernsehen übertragen. Das Turnier war an allen Tagen ausverkauft.

## Turniermodus
Hier wurde im Round Robin System bis 400 Punkte gespielt. Es wurde mit Nachstoß gespielt. Damit waren Unentschieden möglich.
Bei MP-Gleichstand (außer bei Punktgleichstand beim Sieger) wird in folgender Reihenfolge gewertet:
1. MP = Matchpunkte
2. GD = Generaldurchschnitt
3. HS = Höchstserie

## Abschlusstabelle
| MP    | Match Points (Sieger = 2; Unentschieden = 1; Verlierer = 0) |
| Pkte. | Erzielte Karambolagen                                       |
| Aufn. | Benötigte Versuche                                          |
| GD    | Generaldurchschnitt                                         |
| BED   | Bester Einzeldurchschnitt eines Spielers                    |
| HS    | Höchstserie                                                 |
|       | Bester GD des Turniers                                      |
|       | Bester ED des Turniers                                      |
|       | Beste HS des Turniers                                       |
|       | 1. Platz (Gold)                                             |
|       | 2. Platz (Silber)                                           |
|       | 3. Platz (Bronze)                                           |

| Platz                      | Name                 | MP   | Pkte. | Aufn. | GD    | BED    | HS  |
| -------------------------- | -------------------- | ---- | ----- | ----- | ----- | ------ | --- |
| 1                          | René Vingerhoedt     | 14:0 | 2800  | 82    | 34,14 | 44,44  | 215 |
| 2                          | Emile Wafflard       | 12:2 | 2727  | 91    | 29,96 | 66,66  | 239 |
| 3                          | Cees van Oosterhout  | 10:4 | 2542  | 103   | 24,67 | 36,36  | 161 |
| 4                          | Piet van de Pol      | 8:6  | 2208  | 65    | 33,96 | 200,00 | 392 |
| 5                          | Siegfried Spielmann  | 6:8  | 2181  | 141   | 15,46 | 18,18  | 116 |
| 6                          | Jean Galmiche        | 2:12 | 2030  | 121   | 16,77 | 18,18  | 164 |
| 7                          | José Alvarez Ossorio | 2:12 | 1682  | 117   | 14,37 | 22,22  | 134 |
| 8                          | José Gálvez          | 2:12 | 1562  | 118   | 13,23 | 17,39  | 110 |
| Turnierdurchschnitt: 21,15 |                      |      |       |       |       |        |     |